# Bassania jocosa
Bassania jocosa là một loài bướm đêm trong họ Geometridae.